# Walnut Grove (condado de Hardin)
Walnut Grove es un lugar designado por el censo ubicado en el condado de Hardin en el estado estadounidense de Tennessee. En el Censo de 2010 tenía una población de 396 habitantes y una densidad poblacional de 26,56 personas por km².

## Geografía
Walnut Grove se encuentra ubicado en las coordenadas 35°2′53″N 88°3′51″O / 35.04806, -88.06417. Según la Oficina del Censo de los Estados Unidos, Walnut Grove tiene una superficie total de 14.91 km², de la cual 14.91 km² corresponden a tierra firme y (0%) 0 km² es agua.

## Demografía
Según el censo de 2010, había 396 personas residiendo en Walnut Grove. La densidad de población era de 26,56 hab./km². De los 396 habitantes, Walnut Grove estaba compuesto por el 97.47% blancos, el 0% eran afroamericanos, el 0% eran amerindios, el 0% eran asiáticos, el 0% eran isleños del Pacífico, el 1.77% eran de otras razas y el 0.76% pertenecían a dos o más razas. Del total de la población el 2.27% eran hispanos o latinos de cualquier raza.